# Chlorodrepana aequisecta
Chlorodrepana aequisecta är en fjärilsart som beskrevs av Louis Beethoven Prout 1922. Chlorodrepana aequisecta ingår i släktet Chlorodrepana och familjen mätare. Inga underarter finns listade i Catalogue of Life.